# 2014年ソチオリンピックのケイマン諸島選手団
2014年ソチオリンピックのケイマン諸島選手団（2014ねんソチオリンピックのケイマンしょとうせんしゅだん）は、2014年2月7日から23日までロシアのソチで開催された2014年ソチオリンピックケイマン諸島選手団の名簿。

## 選手団
- 人員: 選手 1人
- 開会式旗手: ダウ・トラヴァース

開会式選手入場の際、バミューダと共に、バミューダパンツで行進した。

## アルペンスキー
- ダウ・トラヴァース

男子大回転 (途中棄権)
男子回転 (途中棄権)